# Ледницкий, Александр Робертович
Александр Робертович Ледницкий (пол. Aleksander Lednicki; 14 июля 1866, Минская губерния — 11 августа 1934, Варшава) — российский и польский общественный и политический деятель, адвокат и филантроп, журналист и финансист, депутат Государственной думы Российской империи I созыва, член ВВНР.

## Биография
Родился в польской дворянской семье Роберта и Розалии (урождённой Завадской (Zawadzka)) Ледницких в имении под Минском. В 1878—1886 годах учился в русской гимназии в Минске. Несколько раз был там наказан за употребление польского языка.

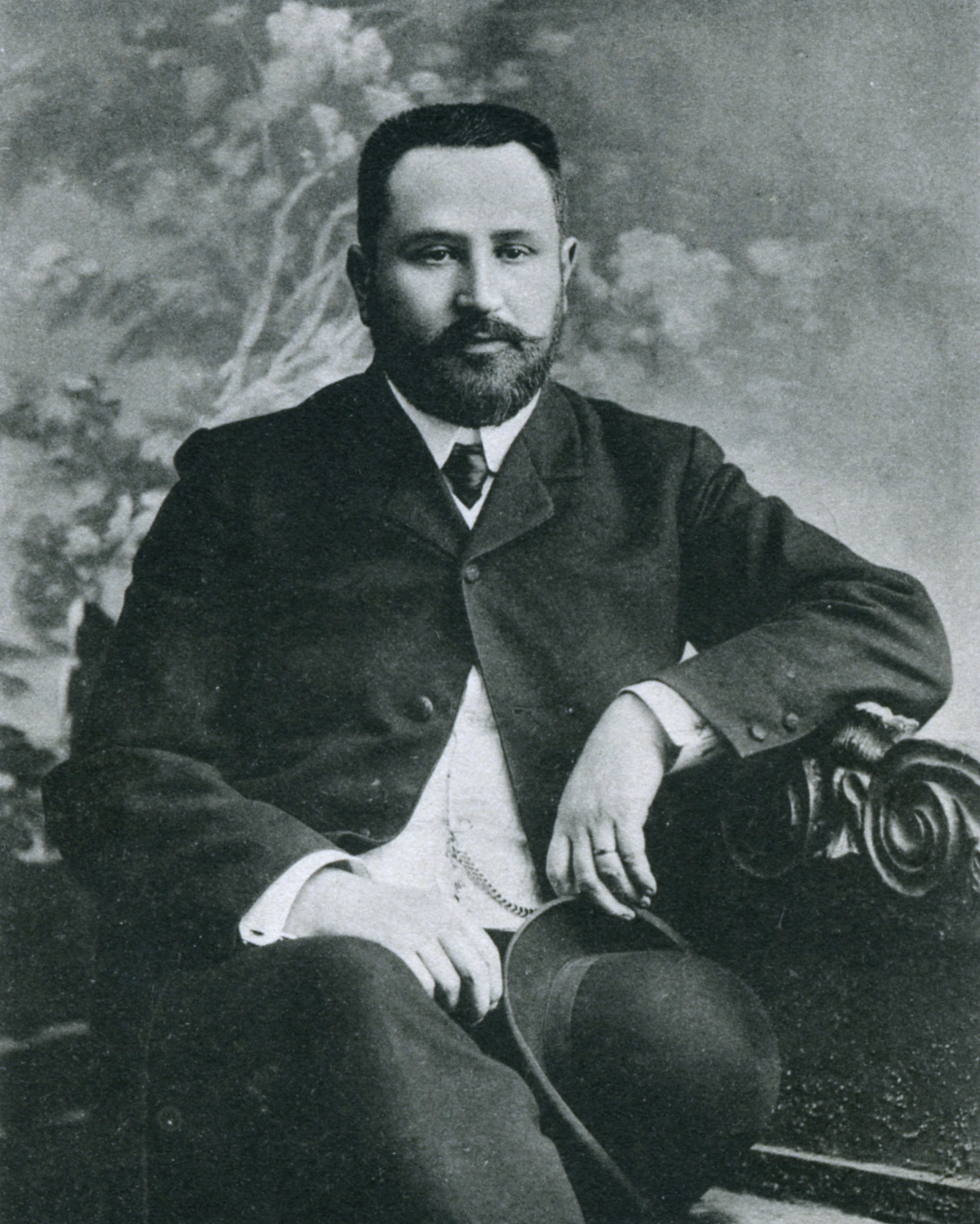
А. Р. Ледницкий, 1906

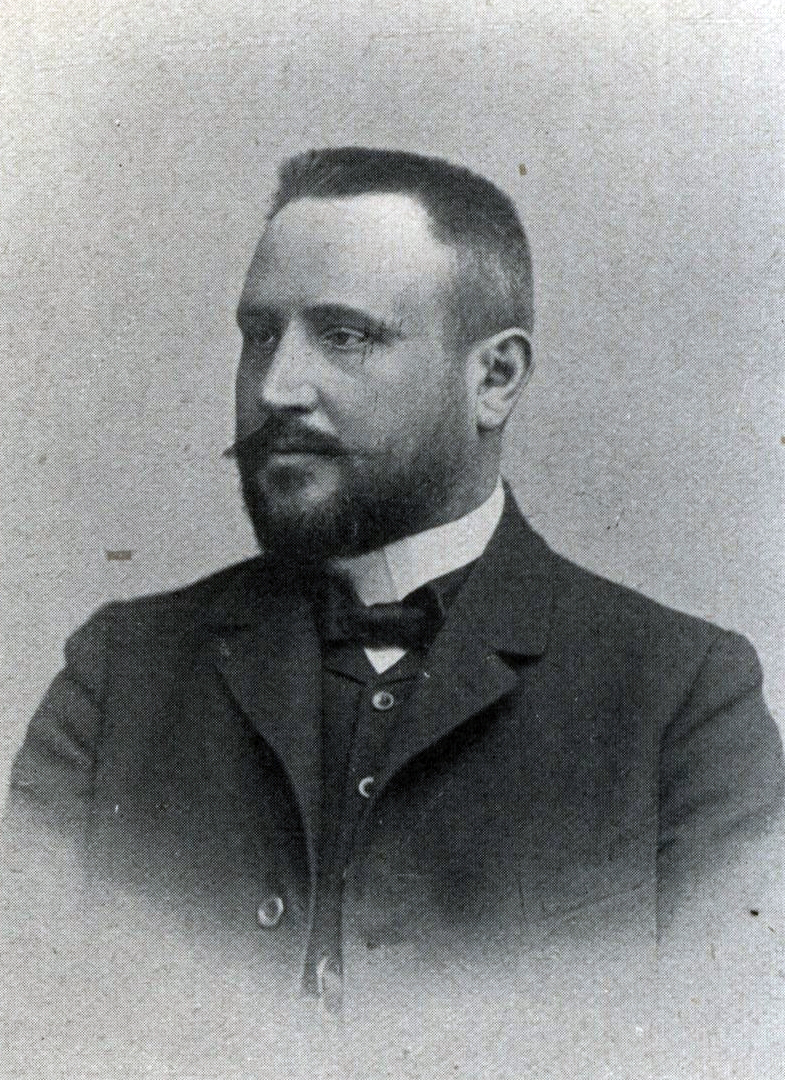
А. Р. Ледницкий, 1909

Поступил на естественное отделение Московского университета, затем перешёл на юридический факультет того же университета. Ещё в университете начал участвовать в деятельности нелегальных организаций польских студентов. Постепенно Ледницкий всё больше и больше вовлекался в политическую и общественную жизнь польской общины в Москве, а затем и в политическую жизнь всей России. Он был знаком со многими известными представителями русской интеллигенции и оппозиционных кругов. В 1887 году Ледницкий был выслан из Москвы за участие в демонстрации. К тому же тот год Московский университет был закрыт на целый семестр. Ледницкий переехал в Ярославль, где окончил курс в Демидовском юридическом лицее со степенью кандидата. В 1889 году он вернулся в Москву и женился на Марии Одляницкой-Почобут-Кривоносовой. В том же 1889 году начал юридическую практику, открыл собственную адвокатскую контору в Москве. В 1900—1906 читал лекции на юридическом факультете Московского университета. С 1904 член совета присяжных поверенных, в 1903 избран в Московский совет адвокатов.
В эти годы дом Ледницкого становится центром польской культурной жизни. С 1893 он секретарь Римско-католического благотворительного общества в Москве, в 1896—1897 становится его президентом, оказывал помощь политзаключённым, создал библиотеку, амбулаторию для приходящих больных, приют для девочек. Поддерживал, в том числе и финансово, создание польских организаций в Москве: клуба «Лютня», Союза польских соколов, Союза польских женщин Польского дома. Участвовал в организации польских национальных праздников.
Известный журналист. Сотрудничал в варшавских газетах «Правда», «Нова газета», петербургской «Край» («Страна»), московской «Echo Polsko» («Польское эхо»), а также в российских изданиях: «Русские ведомости», «Речь», «Русская Мысль» и других.
Член «Союза освобождения». Участник ноябрьского (1904 года) земского съезда. Гласный Смоленского земства, блестящий оратор. Горячий защитник польской автономии и идеи польско-русского сближения.
В 1905 стал одним из основателей Партии народной свободы, особенно много сделал для этой партии в Минской губернии. С 1905 по 1916 годы член ЦК кадетской партии.
В 1906 г. избран членом первой Государственной думы от Минской губернии. В Думе выступал в прениях об адресе, по поводу декларации совета министров, по поводу нарушения прав Государственной думы, о смертной казни, по аграрному вопросу, по вопросу об обращении к народу от имени Государственной думы. Он принадлежал к левому флангу конституционно-демократической партии; настаивал на более решительной форме обращения к народу. Ледницкий выступал в защиту всех национальных меньшинств России, но и подвергался критике со стороны польских национал-демократов, которые обвиняли его в отсутствии приверженности польскому делу. Вошёл в группу автономистов. После роспуска Думы, 10 июля 1906 года в г. Выборге подписал «Выборгское воззвание». Был приговорён к трёхмесячному тюремному заключению по ст. 129, ч. 1, п. п. 51 и 3 Уголовного Уложения, которое отбывал в Таганской тюрьме. Был там избран старостой группы выборжцев.
Председатель польского благотворительного общества в Москве и «деятель по вопросу о польской автономии».
В 1910—1917 годах — председатель совета Соединённого банка в Москве. Председатель Московского отделения Петроградского общества страхования. Председатель Благотворительного общества вспомоществования бедным римско-католического вероисповедания. Член Общества славянской культуры.
Во время Первой мировой войны стал главой польского комитета по поддержке жертв войны. 24 марта 1915 на заседании ЦК партии только Ледницкий и А. А. Корнилов требовали для Польши независимости, а не автономии.
В 1916 вышел из Партии народной свободы. Осенью 1916 стал членом нелегального патриотического объединения поляков, финансировал издание в Лондоне на английском языке газеты «Польское обозрение». После Февральской революции назначен 15 марта 1917 руководителем (на правах министра) Ликвидационной комиссии по делам Царства Польского, представляющей польские интересы во Временном правительстве князя Львова, а позднее Керенского. Ледницкий отказался признать Польский национальный комитет в Париже под руководством Романа Дмовского. В 1917 один из организаторов и руководителей польских демократических комитетов в России, в январе 1918 назначен представителем Гражданского комитета Регентского совета в России. Юзеф Пилсудский высоко оценил результаты деятельности Ледницкого на этом посту (письмо от 18 апреля 1919 г.).

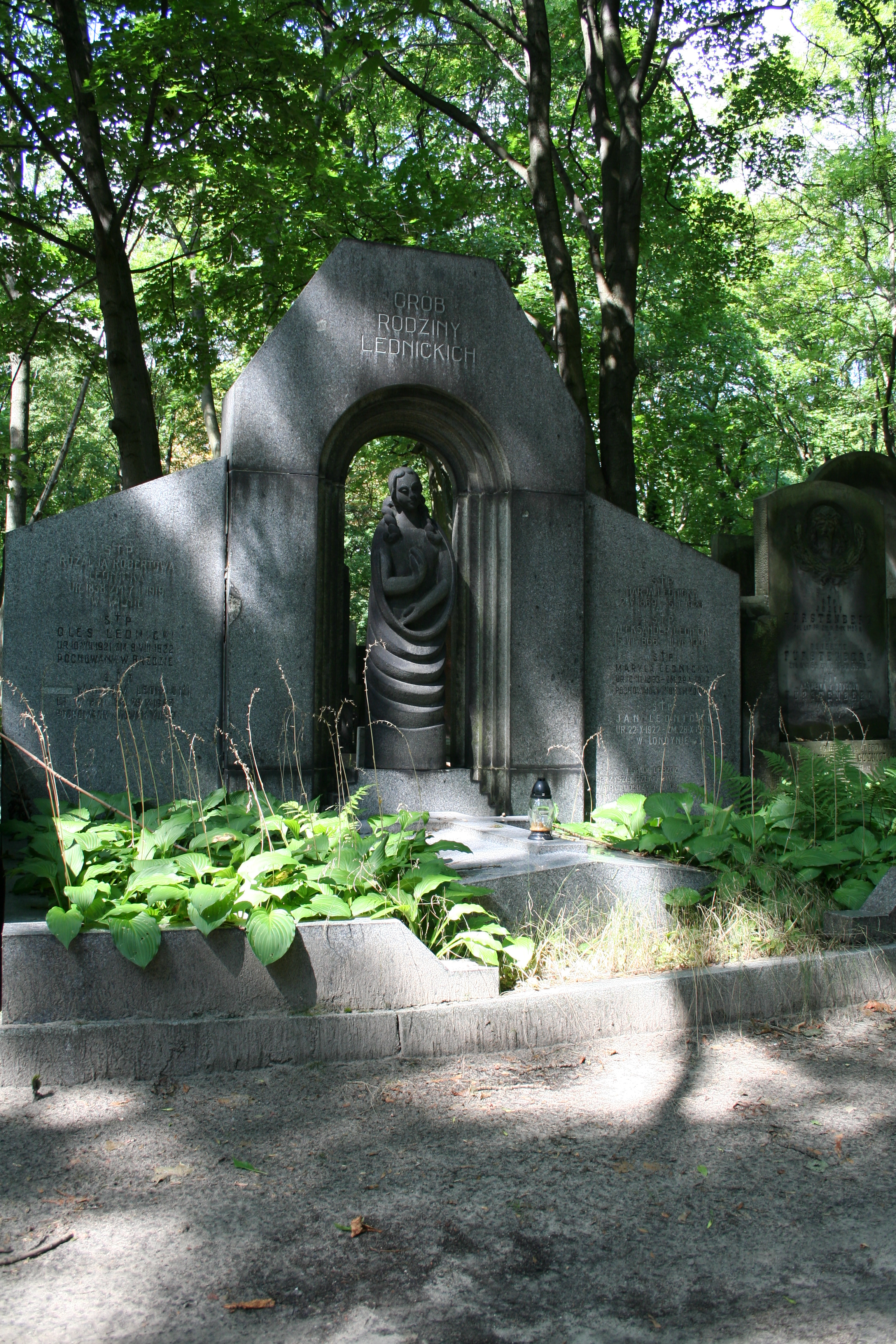
Семейная могила Ледницких,

В начале 1918 года он был выслан из России большевиками. С конца 1918 жил в Варшаве. В независимой Польше Ледницкий не смог вернуться в политику, в основном, из-за восприятия его как слишком «русского». В 1919—1923 годах его статьи регулярно появлялись в варшавской газете «Польская неделя» (Tydzień Polski), в них он отстаивал идеи панъевропеизма и активно поддерживал независимость Литвы, Латвии, Эстонии, Финляндии и Грузии.
В 1931 году было решено наградить его эстонским орденом орла Креста 2-го класса.
В 1934 он оказался причастен к крупному финансовому скандалу в связи с польско-французским спором об инвестициях в Жирардуве (pl:Afera żyrardowska). В обстановке общественного недоверия покончил жизнь самоубийством.
Похоронен в семейной могиле на кладбище Старые Повонзки в Варшаве (kw. 191-I-27/28).

## Семья
- Жена — Мария Одляницкая (2.05.1869—5.01.1923)[14], дочь Владимира Кривоносова и Софьи Почобут-Одляницкой[15]
  - Сын — Вацлав Ледницкий (1891, Москва — 1967, Нью-Йорк), литературный критик.
  - Дочь — Марила или Мария Ледницкая-Щит (1893—1947), скульптор, замужем за Владиславом Немировичем-Щитом.

## Награды
Орден Возрождения Польши
Орден Орлиного креста II степени (1931).
Орден Святого Олафа (Норвегия)
Орден Белой розы Финляндии